# Wolfgang Waterstraat
Wolfgang Waterstraat (* 29. Januar 1920 in Stettin; † 2. April 1952 in Moskau) war ein deutscher Arzt, Mitarbeiter des Berliner Robert Koch-Instituts und proeuropäischer Aktivist, der 1951 in der Berliner S-Bahn auf Ost-Berliner Gebiet vom Staatssicherheitsdienst verhaftet und wegen angeblicher Spionage am 2. April 1952 in Moskau hingerichtet wurde.

## Leben

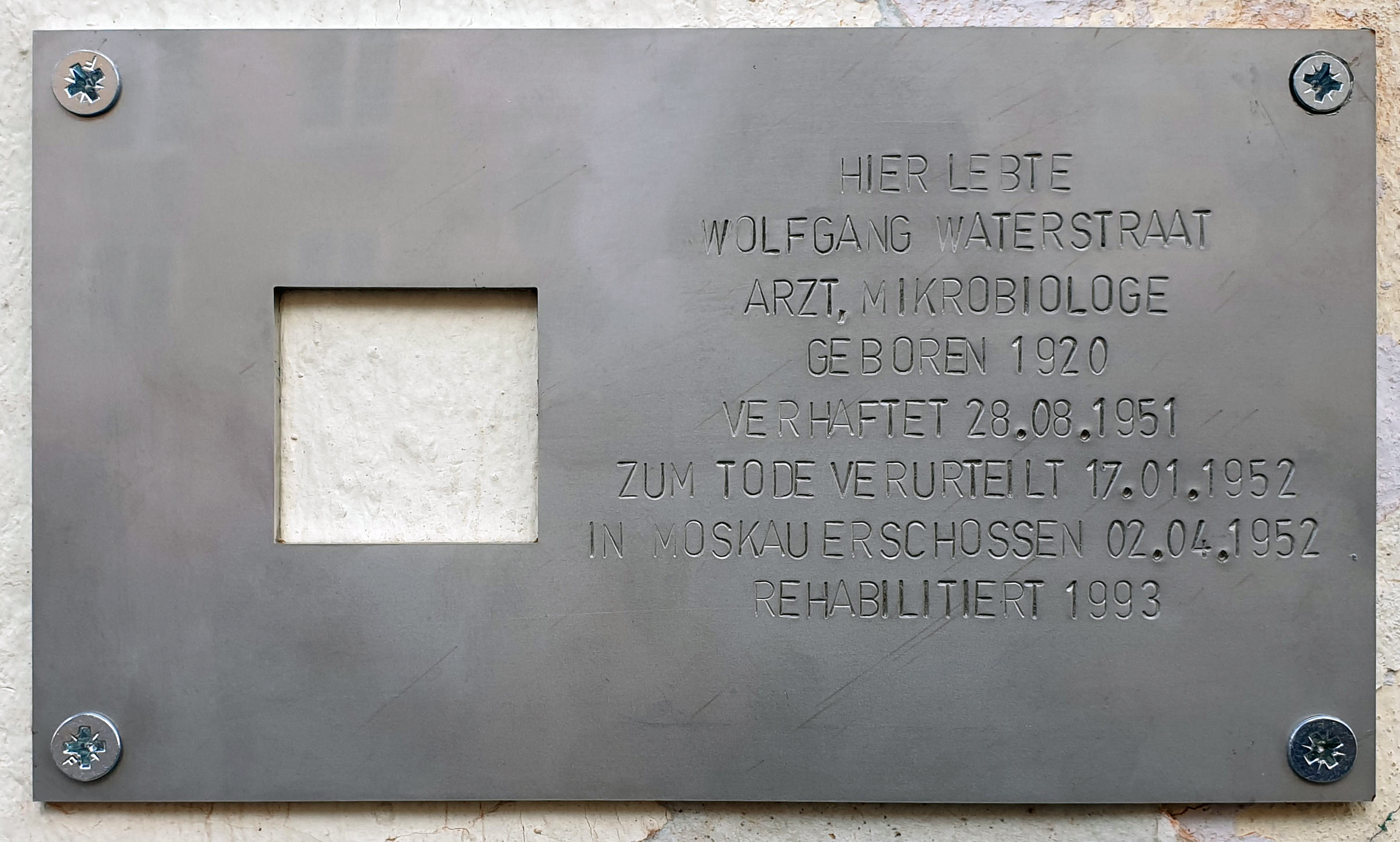
Gedenktafel am Haus, Karl-Marx-Straße 196, in Berlin-Neukölln

Waterstraat wurde im Zweiten Weltkrieg während des Medizinstudiums als Truppenarzt abkommandiert. Wegen einer schweren Verwundung konnte er sein Studium erst nach dem Krieg abschließen. Nach der Flucht vor der Roten Armee über die Ostsee siedelte er sich in Berlin an. Er heiratete, 1948 bekam das Ehepaar eine Tochter. Waterstraat war Mitarbeiter des Berliner Robert Koch-Instituts, das sich noch heute mit Infektionskrankheiten befasst. Er forschte bei Georg Henneberg über das damals neue Antibiotikum Streptomycin. Ferner arbeitete er im Auftrag des West-Berliner Senats im Streptomycin-Komitee, welches dieses teure Antibiotikum gegen Tuberkulose auch an ostdeutsche Bürger abgab. Am 28. August 1951 wurde Waterstraat auf dem Weg zum Dienst von Ost-Berliner Agenten der Staatssicherheit mit Waffengewalt aus der S-Bahn entführt. Er trug seine praktisch fertige Dissertation bei sich.
Seit diesem Tag galt er als vermisst. Erst im Jahr 1959 erfuhr die Familie aufgrund einer Mitteilung des Suchdienstes des Deutschen Roten Kreuzes vom Tod Wolfgang Waterstraats. Er sei „auf dem Gebiet der UdSSR verstorben“, hieß es.
Waterstraat wurde am 17. Januar 1952 vom Militärtribunal der Gruppe der sowjetischen Besatzungstruppen (Feldpostnummer 48240) gemeinsam mit Ursel Lieben auf der Grundlage von Artikel 58-6, Abschnitt 1 (Spionage), Artikel 58-9 (Diversion), Artikel 58-10, Abschnitt 2 (antisowjetische Propaganda) und Artikel 58-11 (konterrevolutionäre Gruppenbildung) des StGB der RSFSR zum Tod durch Erschießen verurteilt. Ursel Lieben wurde zu einer Haftstrafe von 25 Jahren verurteilt.
Das Präsidium des Obersten Sowjets der UdSSR lehnte die Begnadigung von Wolfgang Waterstraat am 29. März 1952 ab. Das Todesurteil wurde am 2. April 1952 im Butyrka-Gefängnis in Moskau vollstreckt. Der Leichnam wurde verbrannt, die Asche in ein Massengrab auf dem Friedhof Donskoje in Moskau geschüttet.
Wolfgang Waterstraat war Mitglied in der politischen Vereinigung „Deutsche Union“ und in der daraus hervorgegangenen Splittergruppe „Europäische Freiwillige Westberlin“, als deren Vorsitzender er gewählt wurde. Diese Splittergruppe bestand größtenteils aus Journalisten, die sich für ein vereintes Europa ohne Grenzen und Militarismus einsetzen wollten. Arndt vermutet, dass neben diesem politischen Engagement, das auch als antikommunistisch gewertet werden kann, seine Forschungen über Streptomycin eine Rolle gespielt hätten, da diese für die Ostberliner Behörden interessant gewesen seien. Die wissenschaftliche Arbeit, die Waterstraat bei sich trug, tauchte nicht wieder auf; es gibt zudem keine Hinweise auf eine Verwendung dieser Arbeit. Ferner wurde ihm offensichtlich der berufsbedingte Kontakt mit ostdeutschen Patienten im Robert Koch-Institut zum Verhängnis, da ihm nach seiner Verhaftung Spionage bezüglich solcher Patientengespräche vorgeworfen wurde. Eine Patientin, die in Ostberlin wohnte, wurde mit ihm verurteilt. Sie erhielt 25 Jahre Lagerhaft und wurde wegen des erneuten Ausbruchs ihrer Krankheit nach Jahren vorzeitig aus der Haft entlassen.
Für 927 wie Waterstraat verschleppte und in Moskau hingerichtete Deutsche wurde am 1. Juli 2005 ein Gedenkstein auf dem Moskauer Donskoi-Friedhof eingeweiht.
Waterstraat wurde am 4. August 1993 zusammen mit der Mitverurteilten Ursel Lieben durch die Hauptstaatsanwaltschaft der Russischen Föderation rehabilitiert. Zur Begründung heißt es, die Einlassungen der beiden vor Gericht seien durch die Unterlagen in der Akte nicht zu widerlegen, von ihren Aktivitäten sei keine gesellschaftliche Gefahr ausgegangen, für Verbrechen gegen die Sowjetunion oder ihre Bürger gebe es keine Belege und sie hätten ihre Handlungen nicht auf dem Territorium der UdSSR verübt.
Am 18. August 2023 wurde an seinem ehemaligen Wohnort, Berlin-Neukölln, Karl-Marx-Straße 196, eine Gedenktafel im Rahmen des Projekts „Letzte Adresse“ enthüllt und nur zwei Tage später geschändet.